# Буркхард фон Волфенбютел
Буркхард фон Волфенбютел/фон дер Асебург (на немски: Burchard I von Wolfenbüttel, von der Asseburg; * пр. 1266; † сл. 1303/1312) е рицар от Волфенбютел и фогт на Хайнинген в Долна Саксония. Той се преименува на „фон дер Асебург“.

## Произход
Той е син на рицар Буркхард фон Волфенбютел († ок. 1264), господар на Асбурх, и съпругата му Мехтхилд фон дем Дике (* ок. 1202), дъщеря на Улрих II фон дем Дике и съпругата му фон Волденберг (* ок. 1180). Внук е на трушсес Гунцелин фон Волфенбютел († 1255) и правнук на Екберт I фон Волфенбютел († сл. 1191/1193), фогт на Хайнинген и министериал на Хайнрих Лъв. Праправнук е на Буркхард I фон Волфенбютел († сл. 1154), фогт на Хайнинген. Потомък е на Видекинд фон Волфенбютел († ок. 1118), който построява водния замък Волфенбютел и основател на фамилията фон Волфенбютел, от която произлиза фамилията фон дер Асебург от замък Асебург при Волфенбютел. Замъкът Асебург на река Асе при Волфенбютел е построен от дядо му Гунцелин фон Волфенбютел през 1218 – 1223 г. Брат е на рицар граф Екберт фон Волфенбютел-фон дер Асебург († 1306/1308) и Херман фон Волфенбютел († сл. 1313).

## Фамилия
Буркхард фон Волфенбютел фон дер Асебург се жени пр. 1266 г. за Кунигунда фон Халермунд († сл. 11 септември 1302/10 юли 1304), дъщеря на граф Лудолф III фон Халермунд († 1264/1267) и Юта фон Хоя († сл. 1264). Те имат девет деца:
- Буркхард фон дер Асебург фон Залца († сл. 1304), рицар, женен за Кунигунда фон Верберг
- Буркхард фон дер Асебург († сл. 1322)
- дъщеря († сл. 1295), омъжена за рицар Лудолф фон Хесен († сл. 1305), син на Дитрих II фон Хесен († сл. 1255) и на фон Кирхберг
- Буркхард фон дер Асебург († 9 декември 1336/4 октомври 1340)
- Буркхард фон дер Асебург († 1342/1 февруари/1 декември 1345), рицар, господар на Моринген, женен за София фон Хакеборн († сл. 1313), внучка на Албрехт II фон Хакеборн († сл. 1255), дъщеря на Лудвиг фон Хакеборн († 1298) и принцеса София фон Анхалт-Цербст († 1290), дъщеря на княз Зигфрид фон Анхалт-Цербст († 1298) и принцеса Катарина (Ериксдотер/Биргерсдотер) от Швеция († 1289)
- Буркхард фон дер Асебург († сл. 14 февруари 1368), рицар
- Рихардис фон дер Асебург († сл. 1300), омъжена за Конрад фон Верберг († 17 август 1291)
- Юта фон дер Асебург († сл. 1323), омъжена за Конрад фон Верберг († сл. 1329), внук на Херман фон Верберг († сл. 1256), син на Херман фон Верберг († 1302) и графиня Вилберг фон Вернигероде († сл. 1304), дъщеря на граф Гебхард I фон Вернигероде († 1270)
- Кунигунда фон дер Асебург († сл. 1325), омъжена I. за Ашвин фон Валмоден († 1309), II. на 25 февруари 1289 г. за рицар Йохан фон Залдерн († сл. 1325)